# The Guardian of Education

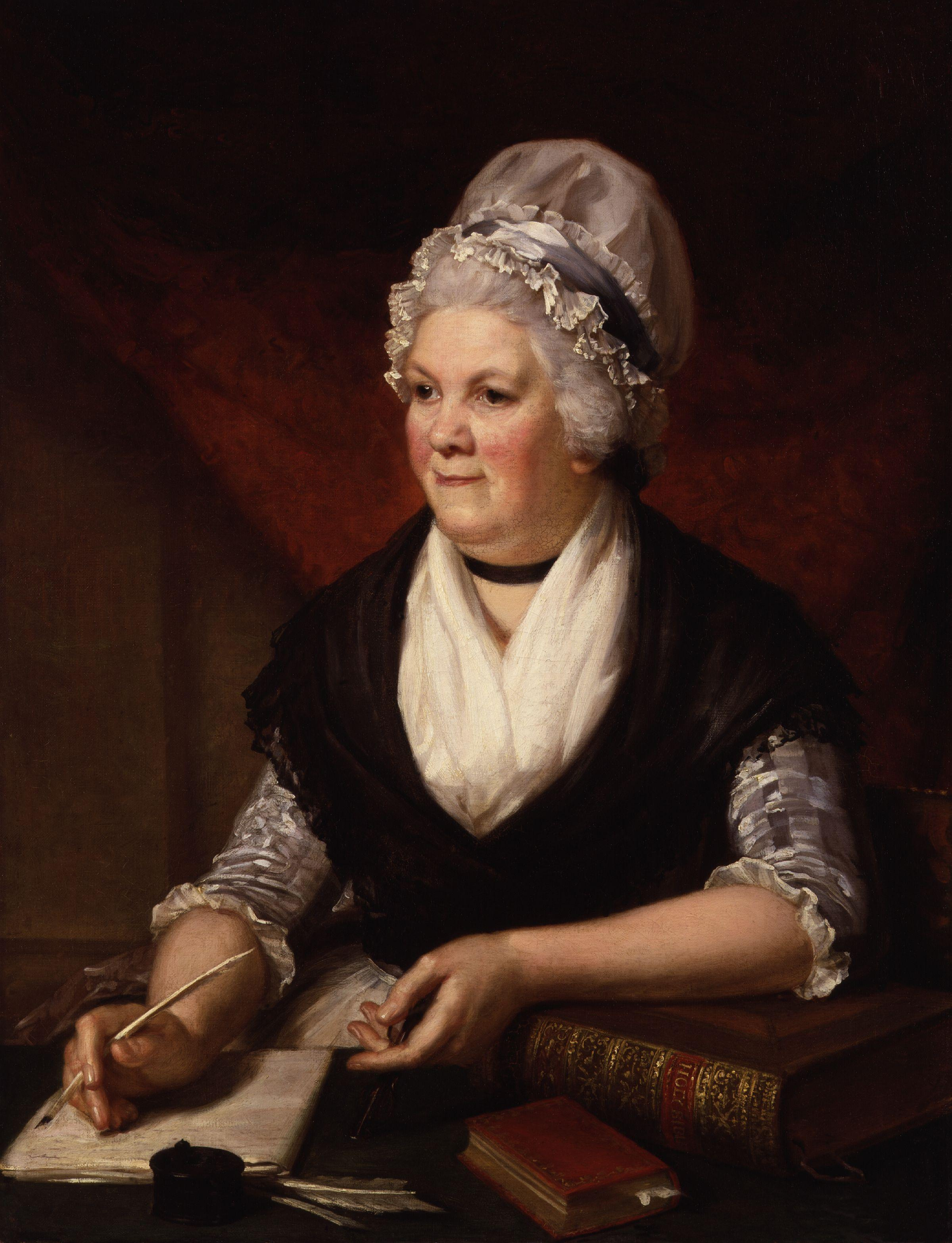
Sarah Trimmer, redacteur van The Guardian of Education, geschilderd door Henry Howard in 1798

The Guardian of Education was het eerste succesvolle tijdschrift gewijd aan het recenseren van jeugdliteratuur in Engeland. De redactie was in handen van Sarah Trimmer, een 18e-eeuws onderwijskundige, kinderboekenschrijfster en voorstander van de zondagsschool.
Het tijdschrift werd uitgegeven van juni 1802 tot september 1806 door J. Hatchard en F.C. and J. Rivington. Het gaf opvoedkundig advies en onderzocht de onderwijskundige theorieën van die tijd.